# Agujas Rojas

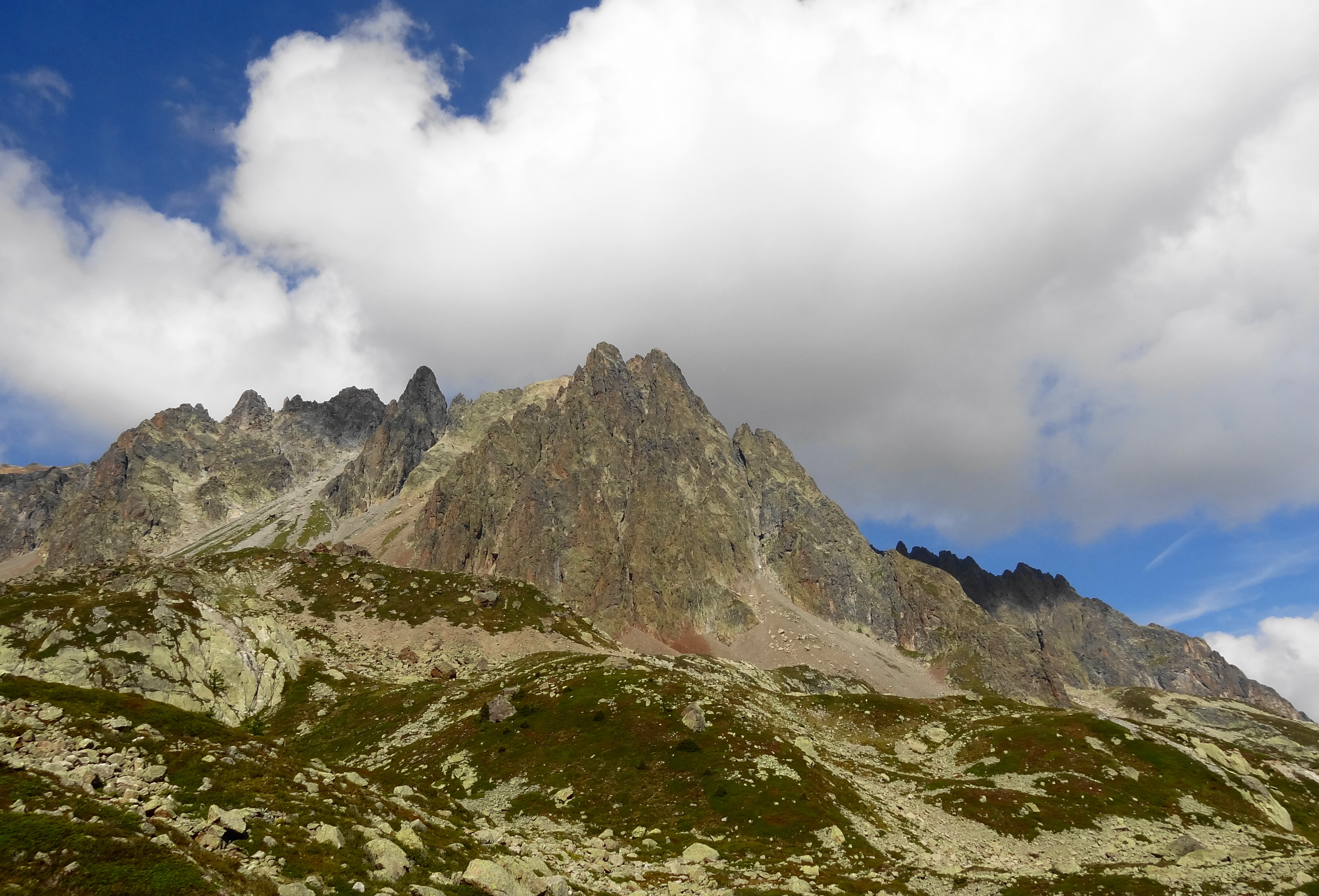
Vista del macizo de las Agujas Rojas

El macizo de las Agujas Rojas se sitúa en la Alta Saboya francesa, a muy poca distancia de las fronteras con Suiza e Italia. Tiene a sus pies el famoso pueblo de Chamonix, y desde sus laderas las vistas sobre el macizo del Mont Blanc son insuperables. Es precisamente en Chamonix donde nació el alpinismo el 8 de agosto de 1786 cuando Jacques Balmat y Michel-Gabriel Paccard coronaron por primera vez la cima del Mont Blanc. Además, Chamonix fue cuna de los primeros juegos olímpicos de invierno en 1924, evento que provocó su salto a la escena internacional.
Las Agujas Rojas es un espléndido macizo de gneis en el corazón de los Alpes franceses. No menos de diez puntiagudos picachos, de más de 2300 metros y afiladas crestas, dan buena cuenta de su nombre. La flora y la fauna son abundantes en esta zona ya que tres reservas naturales forman parte de su territorio; gamuzas, cabras montesas, marmotas, rododendros, orquídeas, narcisos, y nomeolvides son solo algunas de las especies que pueblan este macizo.
Recorrer a pie el macizo de las Agujas Rojas es sinónimo de espectáculo y sorpresas. Uno descubre refugios de montaña a 2500 metros de altura; inmaculados lagos alpinos; glaciares milenarios que bajan hasta el mismo valle de Chamonix; pasos de montaña a 2525 metros; y la omnipresente vista del macizo del Mont Blanc.
Las Agujas Rojas tienen una casi perfecta orientación norte-sur. Su cara este es quizás la más visitada, dada su cercanía al pueblo de Chamonix. Desde esta cara, las vistas hacia el macizo del Mont Blanc son sin duda de lo más espectacular que se puede encontrar en todos los Alpes. Enfrente aparecen algunas de las cimas más míticas del alpinismo, y casi se pueden tocar con la mano los glaciares que bajan por las laderas del Mont Blanc.
Muy poca gente se aventura en la cara oeste de las Agujas Rojas. Aquí no hay teleféricos y toda subida hay que sudarla. La recompensa merece la pena, con íntimos y acogedores refugios de montaña, paisajes lunares y verdísimas praderas, así como la sensación de estar realizando una auténtica aventura.
Poco más se puede pedir a un trek de cuatro días. La variedad y contraste de paisajes, lo divertido del terreno, los encantadores refugios, la abundante flora y fauna, junto con la accesibilidad a todo senderista mínimamente en forma, hacen del tour de las Agujas Rojas uno de los treks más interesantes  y espectaculares de los Alpes franceses.